# Orkun Uşak
Orkun Uşak (* 5. November 1980 in Istanbul) ist ein türkischer Fußballtorhüter.

## Sportliche Karriere

### Vereinsfußball
Uşak begann seine Karriere bei der Jugendmannschaft von Galatasaray Istanbul, wo er bis zu seinem 19. Lebensjahr tätig war. Sein erster Transfer erfolgte 1999 und er ging zum Istanbuler Verein Beykozspor. Bis zur Saison 2002/03 spielte Uşak für Beykozspor, Bakırköyspor und Üsküdar Anadolu. Sein erstes Spiel in der türkischen Süper Lig machte er in der Saison 2002/03 für den damaligen Erstligisten Elazığspor. Trotz seiner geringen Erfahrung als Profifußballer kam Orkun am Ende der Saison zu 15 Spielen. 2003 verließ Orkun Uşak Elazığspor und wechselte zu MKE Ankaragücü. Bis zur Winterpause der Saison 2006/07 war Orkun dort tätig. In dieser Zeit bestritt Uşak 56 Spiele. Sein neuer Klub hieß Kayseri Erciyesspor. Kayseri Erciyesspor steckte mitten im Abstiegskampf, trotz seiner guten Leistung (16 Spiele und nur 10 Gegentore) stieg Kayseri in die Zweitklassigkeit ab. Galatasaray war zufrieden mit der Leistung des ehemaligen Jugendspielers und verpflichtete ihn als Nachfolger für den nach Deutschland wechselnden Stammtorhüter Faryd Mondragón. In der Rückrunde der Saison 2007/08 verlor er seinen Stammplatz an Aykut Erçetin. Im Sommer 2009 wechselte er zu Manisaspor. Bei Manisaspor kam er in der Hinrunde zu vier Einsätzen, in der Winterpause wechselte Orkun ablösefrei zu Konyaspor.
Nach dem Abstieg Konyaspors in die TFF 1. Lig verließ Orkun den Verein und heuerte beim Erstligisten Karabükspor an. Hier gelang ihm der Durchbruch zum Stammtorwart nicht, so wechselte er zur Winterpause zum Ligakonkurrenten Antalyaspor.
Bereits nach einer halben Spielzeit verließ er auch Antalyaspor und ging zum Ligakonkurrenten Mersin İdman Yurdu. Auch bei Mersin İY blieb er nur eine Spielzeit und wechselte zum Sommer 2013 innerhalb der Liga zum Erstligaabsteiger Orduspor. Der Wechsel zu Orduspor kam später doch nicht zustande, sodass Uşak Anfang Juli 2013 mit dem Zweitligisten Adana Demirspor einen Zweijahresvertrag unterschrieb. Noch vor Saisonstart wurde sein Vertrag mit Demirspor wieder aufgelöst.
Nachdem Uşak für die Hinrunde der Saison 2013/14 vereinslos geblieben war, heuerte er für die Rückrunde beim Zweitligisten Istanbul Büyükşehir Belediyespor an.

### Nationalmannschaft
Orkun Uşak wurde insgesamt neunmal für die Türkei nominiert und machte sein erstes und bisher einziges Länderspiel in einer Freundschaftspartie gegen die Mazedonische Nationalmannschaft. Er wurde u. a. zweimal vom türkischen Nationaltrainer Fatih Terim als Ersatztorwart für die EM-Qualifikationsspiele gegen Dänemark und die Ukraine im Jahr 2006 nominiert.

## Erfolge
Galatasaray Istanbul
- Türkischer Meister: 2008
- Türkischer Supercupsieger: 2008

Istanbul BB
- Meister der TFF 1. Lig und Aufstieg in die Süper Lig: 2013/14